# Венетико
Венетико (итал. Venetico) је насеље у Италији у округу Месина, региону Сицилија.
Према процени из 2011. у насељу је живело 3322 становника. Насеље се налази на надморској висини од 10 м.

## Становништво
| 1931. | 1936. | 1951. | 1961. | 1971. | 1981. | 1991. | 2001. | 2011. |
| ----- | ----- | ----- | ----- | ----- | ----- | ----- | ----- | ----- |
| 1.687 | 1.765 | 1.997 | 2.367 | 2.590 | 3.026 | 3.497 | 3.691 | 3.855 |